# Zothique

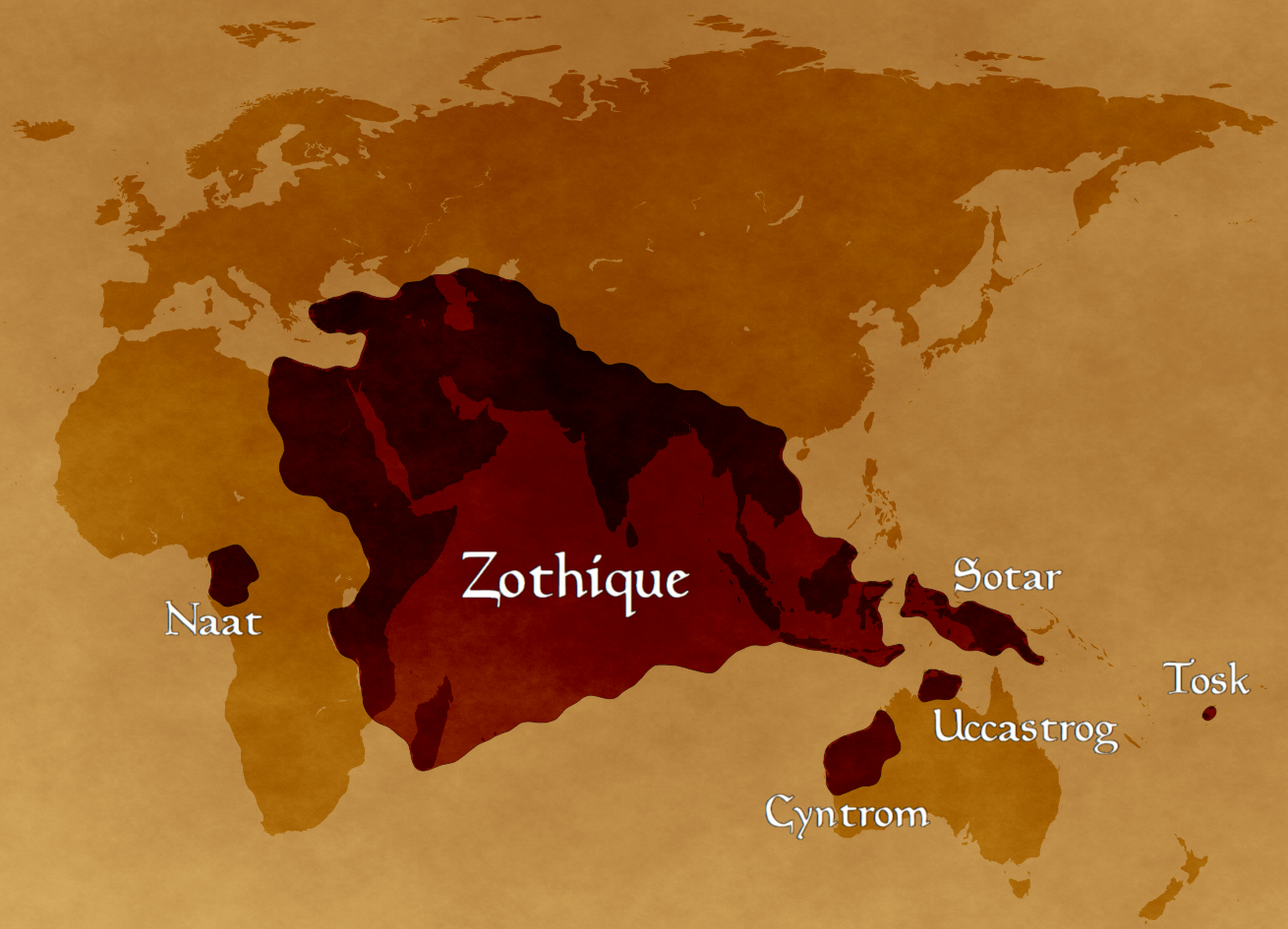
Localización aproximada del continente de Zothique y sus islas principales.

Zothique es un continente ficticio del futuro que aparece en una serie de historias cortas de Clark Ashton Smith. Zothique es también el título del ciclo de historias que transcurren allí. En términos numéricos, el ciclo de Zothique es la mayor colección de historias escritas por Smith. El ciclo pertenece al género de la fantasía y con más precisión al subgénero de la Tierra moribunda. 

## Ciclo de Zothique
El mismo Clark Ashton Smith describió el ciclo de Zothique en una carta a L. Sprague de Camp, fechada a 3 de noviembre de 1953:

Zothique está sugerida de manera vaga por las teorías teosóficas acerca del pasado y el futuro de los continentes. Es el último continente habitado de la Tierra. Los continentes de nuestro ciclo presente se han hundido, hace tal vez evos. Algunos permanecen sumergidos, otros, han re-emergido, parcialmente y se han re-situado por sí mismos. Zothique, como yo lo concibo, incluye Asia Menor, Arabia, Persia, la India, partes del norte y este de África, así como gran parte del archipiélago de Indonesia. Una nueva Australia existe en alguna parte al sur. Hacia el oeste, solo se conocen unas pocas islas, como Naat, en la que sobreviven caníbales negros. Hacia el norte, hay inmensos desiertos inexplorados, hacia el este un inmenso mar virgen. La gente es en su mayoría de ascendencia aria o semítica, pero hay un reino negro (Ilcar) en el noroeste; y negros desperdigados por el resto de países, sobre todo en los harenes palaciegos. En las islas del sur, sobreviven vestigios de las etnias de Indonesia o Malasia. La ciencia y la maquinaria de nuestra civilización ha sido olvidada tiempo atrás, junto a nuestra presente religión. Pero hay muchos dioses que son adorados; y la hechicería y la demonología prevalecen de nuevo como en los días de la antigüedad. Los marineros solo emplean remos y velas. No hay armas de fuego –solo arcos, flechas, espadas, lanzas, etc. como en la antigüedad. El idioma hablado principalmente hablado (del cual tengo probados ejemplos en un drama no publicado) tiene bases en la raíz indoeuropea y desciende ampliamente del sánscrito, el griego y el latín.

## Localizaciones reseñables
- Zul-Bha-Sair es una ciudad desierta en el continente. Su dios es Mordiggian, a quien "es ley y costumbre" todo aquel que muera sea entregado a sus sacerdotes y ofrecido a “él” como alimento. Es el hogar del hechicero Abnon-Tha, nativo de Sotar, quien pacta con los sacerdotes de Mordiggian y sufre cruelmente en su intento por romper el acuerdo.
- Naat es una isla fuera del continente, infame por su nigromancia y conocida por muchos como la isla de los nigromantes. Se llega a ella a través de una terrible corriente oceánica llamada el Río Negro, en la cual se pueden ver a los muertos nadar a petición de sus amos en la isla. Los villanos Mmatmuor y Sodosma, quienes alzaron un ejército de muertos vivientes en Cincor proceden de aquí, así como Narghai y Vemba-Tsith, los sicarios del malvado Abnon-Tha.
- Yoros es un país en la costa meridional de Zothique. Sus ciudades incluyen Silpon y Siloar así como la capital Faraad. Su gente fue muerta por la Muerte Plateada, una plaga largamente pronosticada que descendió de la gran estrella Achernar. El único superviviente fue el joven rey Fulbra, a quien el viejo hechicero, Vemdeez, le dio un anillo mágico para protegerlo de los estragos de la plaga mientras lo llevara puesto y tres de sus esclavos. Intentaron navegar hasta Cyntrom pero llegaron a las orillas de Uccastrog, comúnmente llamada la isla de los torturadores. El esclavo negro Mouzda, que Nushain el astrólogo posee, fue comprado en Yoros, aunque se desconoce si es nativo de la isla o no.
- Uccastrog, la isla de los torturadores, está localizada fuera del continente de Zothique. Su rey es Ildrac y como su nombre sugiere es conocida por las inclinaciones sádicas del rey y sus habitantes.
- Cincor es una tierra muerta "horrible y leprosa y cenicienta debajo del sol enorme, coloreada de ascua" en el continente. Su vecino Tinarath tiene vacía la frontera norte, ya que la gente fue muerta tiempo ha por una plaga. Su capital fue Yethlyreom. Mmatmuor y Sodosma, nigromantes de Naat, emplearon sus artes negras para alzar los muertos de esta tierra para que les sirviesen, convirtiéndose en emperadores de esta manera.

## Relatos
- The Black Abbot of Puthuum Ediciones españolas:

El abad negro de Puthuum, incluido en Zothique, Editorial EDAF, colección Ciencia Ficción n.º 16, Madrid, 1.977. 
El abad negro de Puthuum, incluido en Zothique, Editorial EDAF, colección Icaro/Fantasía n.º 7, Madrid, 1990. 
- The Charnel God Ediciones españolas:

El dios de los muertos, incluido en Zothique, Editorial EDAF, colección Ciencia Ficción n.º 16, Madrid, 1.977. 
El dios de los muertos, incluido en Zothique, Editorial EDAF, colección Icaro/Fantasía n.º 7, Madrid, 1990. 
- The Dark Eidolon Edición española:

El ídolo oscuro, incluido en Zothique, Editorial EDAF, colección Icaro/Fantasía n.º 7, Madrid, 1990. 
- The Death of Ilalotha Ediciones españolas:

La muerte de Ilalotha, incluido en Zothique, Editorial EDAF, colección Ciencia Ficción n.º 16, Madrid, 1.977. 
La muerte de Ilalotha, incluido en Zothique, Editorial EDAF, colección Icaro/Fantasía n.º 7, Madrid, 1990. 
- Empire of the Necromancers Ediciones españolas:

El imperio de los nigromantes, incluido en Zothique, Editorial EDAF, colección Ciencia Ficción n.º 16, Madrid, 1.977. 
El imperio de los nigromantes, incluido en Zothique, Editorial EDAF, colección Icaro/Fantasía n.º 7, Madrid, 1990. 
- The Garden of Adompha Ediciones españolas:

El jardín de Adompha, incluido en Zothique, Editorial EDAF, colección Ciencia Ficción n.º 16, Madrid, 1.977. 
El jardín de Adompha, incluido en Zothique, Editorial EDAF, colección Icaro/Fantasía n.º 7, Madrid, 1990. 
- 'The Isle of the Torturers Ediciones españolas:

La isla de los torturadores, incluido en Zothique, Editorial EDAF, colección Ciencia Ficción n.º 16, Madrid, 1.977. 
La isla de los torturadores, incluido en Zothique, Editorial EDAF, colección Icaro/Fantasía n.º 7, Madrid, 1990. 
- The Last Hieroglyph Ediciones españolas:

El último jeroglífico, incluido en Zothique, Editorial EDAF, colección Ciencia Ficción n.º 16, Madrid, 1.977. 
El último jeroglífico, incluido en Zothique, Editorial EDAF, colección Icaro/Fantasía n.º 7, Madrid, 1990. 
- The Master of the Crabs Ediciones españolas:

El amo de los cangrejos, incluido en Zothique, Editorial EDAF, colección Ciencia Ficción n.º 16, Madrid, 1.977. 
El amo de los cangrejos, incluido en Zothique, Editorial EDAF, colección Icaro/Fantasía n.º 7, Madrid, 1990. 
- Morthylla Ediciones españolas:

Morthylla, incluido en Zothique, Editorial EDAF, Colección Ciencia Ficción n.º 16, Madrid, 1.977. 
Morthylla, incluido en Zothique, Editorial EDAF, colección Icaro/Fantasía n.º 7, Madrid, 1990. 
- Necromancy in Naat Ediciones españolas:

Nigromancia en Naat, incluido en Narraciones Terroríficas n.º 8, Editorial Molino, Buenos Aires, sin fecha (hacia el año 40). 
Nigromancia en Naat, incluido en Zothique, Editorial EDAF, colección Ciencia Ficción n.º 16, Madrid, 1.977. 
Nigromancia en Naat, incluido en Zothique, Editorial EDAF, colección Icaro/Fantasía n.º 7, Madrid, 1990. 
- The Tomb Spawn Ediciones españolas:

El fruto de la tumba, incluido en Zothique, Editorial EDAF, colección Ciencia Ficción n.º 16, Madrid, 1.977. 
El fruto de la tumba, incluido en Zothique, Editorial EDAF, colección Icaro/Fantasía n.º 7, Madrid, 1990. 
- The Voyage of King Euvoran Ediciones españolas:

El viaje del Rey Euborán, incluido en Zothique, Editorial EDAF, colección Ciencia Ficción n.º 16, Madrid, 1.977. 
El viaje del Rey Euborán, incluido en Zothique, Editorial EDAF, colección Icaro/Fantasía n.º 7, Madrid, 1990. 
- The Weaver in the Vault Ediciones españolas:

El tejedor de la tumba, incluido en Zothique, Editorial EDAF, colección Ciencia Ficción n.º 16, Madrid, 1.977. 
El tejedor de la tumba, incluido en Zothique, Editorial EDAF, colección Icaro/Fantasía n.º 7, Madrid, 1990. 
- The Witchcraft of Ulua Ediciones españolas:

La magia de Ulua, incluido en Zothique, Editorial EDAF, colección Ciencia Ficción n.º 16, Madrid, 1.977. 
La magia de Ulua, incluido en Zothique, Editorial EDAF, colección Icaro/Fantasía n.º 7, Madrid, 1990. 
- Xeethra Ediciones españolas:

Xeethra, incluido en Zothique, Editorial EDAF, colección Ciencia Ficción n.º 16, Madrid, 1.977. 
Xeethra, incluido en Zothique, Editorial EDAF, colección Icaro/Fantasía n.º 7, Madrid, 1990. 
- Zothique Ediciones españolas:

Zothique, incluido en Zothique, Editorial EDAF, colección Ciencia Ficción n.º 16, Madrid, 1.977. 
Zothique, incluido en Zothique, Editorial EDAF, colección Icaro/Fantasía n.º 7, Madrid, 1990.
La Editorial Valdemar publicó en 2011, en España, una reedición de los relatos dentro de su colección Gótica y con el orden cronológico interno propuesto por el autor de ciencia ficción y fantasía Lin Carter.